# Raport giromagnetic
În fizica atomică, raportul giromagnetic al unei particule este definit ca raportul dintre momentul magnetic și momentul cinetic al particulei. În sistemul internațional, unitatea de măsură respectivă este radian pe secundă pe tesla (s-1 T-1) sau, echivalent, coulomb pe kilogram (C kg-1).
Conform electrodinamicii clasice, raportul giromagnetic al unei particule de masă {\displaystyle m\,} și sarcină electrică {\displaystyle e\,} este
{\displaystyle \gamma _{clasic}={\frac {q}{2m}}\,.}
Conform mecanicii cuantice, raportul giromagnetic al unui electron de masă {\displaystyle m_{e}} și sarcină electrică {\displaystyle -e} este
{\displaystyle \gamma _{e}={\frac {-e}{2m_{\mathrm {e} }}}g_{e}=-g_{e}\mu _{B}/\hbar \,,}
unde {\displaystyle g_{e}=2} este factorul Landé iar {\displaystyle \mu _{B}} magnetonul Bohr.
Termenul raport giromagnetic e uneori utilizat ca sinonim pentru factorul Landé, care însă este o mărime adimensională